# غريغوار
غريغوار (بالفرنسية: Grégoire)‏ هو ملحن ومغني ومغن مؤلف فرنسي، ولد في 3 أبريل 1979 في سينليس في فرنسا.

## وصلات خارجية
- الموقع الرسمي
- غريغوار على موقع ميوزك برينز (الإنجليزية)
- غريغوار على موقع ديسكوغز (الإنجليزية)